# Craegard
Craegard ist eine Villa in der schottischen Ortschaft Corrie auf der Insel Arran in der Council Area North Ayrshire. 1995 wurde das Bauwerk in die schottischen Denkmallisten in der Denkmalkategorie B aufgenommen.

## Beschreibung
Die aus dem späten 19. Jahrhundert stammende Villa befindet sich am Südende des Küstenortes Corrie neben der Abzweigung nach High Corrie. Sie liegt zurückversetzt von der Küstenstraße A841. Das Gebäude ist einstöckig mit ausgebautem Dachgeschoss. Das Mauerwerk besteht aus grob behauenem, bossierten, roten Sandstein. Die verputzten und gekalkten Giebelflächen sind mit Fachwerk gestaltet. Der Eingang befindet sich rechts an der ostexponierten Frontseite. Diese ist unsymmetrisch gestaltet mit einem Zwillingsfenster in der Giebelfläche. Das Gebäude ist durchgehend in diesem Stile gestaltet. Die Satteldächer sind mit grauem Schiefer eingedeckt.
Jenseits der Villa befindet sich ein Außengebäude, das sowohl eine Wohneinheit, wie auch Stallungen und Schlachthaus beherbergt. Das einstöckige Bauwerk weist einen L-formigen Grundriss auf und schließt mit einem schiefergedeckten Walmdach ab. An der Rückseite schließt sich ein Anbau mit Pultdach an.